# Sycoecus medleri
Sycoecus medleri är en stekelart som beskrevs av Van Noort 1993. Sycoecus medleri ingår i släktet Sycoecus och familjen fikonsteklar.
Artens utbredningsområde är Nigeria. Inga underarter finns listade i Catalogue of Life.